# Nellore (race ovine)
Pour les articles homonymes, voir Nellore.
La Nellore est une race de mouton domestique originaire d'Inde. Race à poils présente dans le sud-est du pays, elle est élevée pour sa viande.

## Origine et distribution

L'Andhra Pradesh, berceau de la race.

La race Nellore est originaire des districts de Nellore et de Prakasam dans l’État d'Andhra Pradesh. Elle est très présente dans tout l'État, mais aussi dans l’État de Telangana et les autres États voisins. 

## Description
C'est la plus grande des races ovines d'Inde. Le bélier mesure 76 cm au garrot pour un poids de 37 kg. La brebis, plus petite, mesure 73 cm pour 30 kg. Seul le bélier porte des cornes. Il existe trois variétés de Nellore, nommées selon la couleur du pelage : la palla qui est blanche ; la jodipi (aussi appelée jodimpu) qui est de couleur claire avec du noir au niveau de la tête, des pattes et le ventre ; la dora qui est brun-rouge.

## Élevage et production
La Nellore est résistante à la chaleur et aux maladies. La brebis aura son premier agnelage à 28 mois et met bas un seul agneau. L'agneau pèse entre 2,5 et 3 kg à la naissance.

## État de la population
Le recensement de 2007 estime la taille du cheptel à 6,2 millions de têtes. La F.A.O. classe la race en « non menacée » dans sa base DAD-IS et annonce près de 7,8 millions de têtes en 2022 montrant une population en augmentation.

#### Articles
- (en) Bhumireddy Jaya Madhuri, Molecular characterization of Nellore palla sheep and its' genetic divergence with other varieties of Nellore sheep (Thèse), Inde, Sri Venkateswara Veterinary University, 2019, 151 p. (lire en ligne  [PDF])